# إندرا نويي
إندرا كريشنامورثي نويي (التاميل: இந்திரா கிருஷ்ணமூர்த்தி நூயி) (ولدت في 28 أكتوبر، 1955 في شيناي، التاميل نادو، الهند) هي رئيس مجلس الإدارة والرئيس التنفيذي (المدير التنفيذي) لشركة بيبسي كولا، إحدى الشركات العالمية الرائدة في الغذاء والمشروبات والشركات. في 14 أغسطس، 2006، عينت نويي خلفا لستيفن رينيملد كمدير تنفيذي للشركة اعتبارا من 1 أكتوبر، 2006. يوم 5 فبراير 2007، عينت في منصب الرئيس، اعتبارا من 2 مايو 2007. احتلت نويي المرتبة الثالثة في قائمة أكثر 100 سيدة في العالم نفوذاعام 2008 في مجلة فوربس مجلة فورتشن جعلت نويي رقم واحد على موقعها في الترتيب السنوي للنساء الأكثر نفوذا في الأعمال التجارية في 2006 و 2007 و 2008. في عام 2008، سميت نويي واحدة من أفضل قادة أميركا عن بواسطة يو اس نيوز اند وورلد ريبورت.

## بداياتها وتاريخها المهنى
إندرا نويي ولدت في عائلة من التاميل. فقد أنهت الدراسة من مدرسة الملائكة المقدسة اهيس في تشيناي. حصلت على شهادة البكالوريوس في الكيمياء من مدراس الكلية المسيحية في عام 1974، وحصلت على درجة الماجستير من المعهد الهندي للإدارة في كالكاتا. بدأت حياتها المهنية في الهند، في منصب مدير المنتج في شركة جونسون آند جونسون، وشركة الغزل والنسيج ميتور بيردسل. وذهبت إلى مدرسة ييل للإدارة في عام 1978 وحصلت على درجة الماجستير في الإدارة العامة والخاصة. وتخرجت في عام 1980، بدأت نويي في مجموعة بوسطن الاستشارية (بي سي جي)، ثم شغلت مناصب إستراتيجية في شركة موتورولا، وشركة براون بوفري أي بي. 
بالإضافة إلى كونها عضوا في مجلس إدارة شركة بيبسي كولا، نويي أيضا عضوا في مجالس إدارة لجنة الإنقاذ الدولية، محفز ، ومركز لنكولن للفنون الأدائية. وهي عضو فيمؤسسة ييل ، وعضو في مجلس أمناء زمالة أيزنهاور، وتشغل حاليا منصب رئيس
لمجلس أعمال الولايات المتحدة والهند.
في عام 2007، اختيرت للفوز بجائزة بادما بوشان من قبل حكومة الهند.  في عام 2008، تم انتخابها للحصول على زمالة الأكاديمية الأميركية للفنون والعلوم. 

## شركة بيبسي كولا
نويي انضمت إلى شركة بيبسي كولا في عام 1994 وعينت الرئيس والمدير المالي في عام 2001. نويي وجهت الشركة لإستراتيجية عالمية لأكثر من عشر سنوات، وأدت إلى إعادة هيكلة شركة بيبسي كولا، بما في ذلك تصفية مطاعمها في تريكون عام 1997، التي تعرف الآن باسم يام! وهي علامة تجارية. نويي أيضا أخذت زمام المبادرة في اقتناء تروبيكانا في عام 1998، ، والاندماج مع شركة كويكر اوتس، والتي جلبت أيضا جاتوراد لشركة بيبسي كولا. في عام 2007 أصبحت خامس رئيس تنفيذي لشركة بيبسي كولا في 44 سنة من تاريخ الشركة.
الأعمال التجارية اثبتت قدرتها على القيادة العميقة والثابتة مع المحافظة على الشعور الطيب والمرح. وفقا لبيزنيس ويك، منذ أن بدأت في عام 2000 في منصب المدير المالي ، وإيرادات الشركة السنوية ارتفعت 72 ٪، في حين أن صافي الأرباح أكثر من الضعف لتصل إلى 5.6 مليار دولار في عام 2006.
نويي كان اسمها في صحيفة وول ستريت جورنال في قائمة أكثر 50 امرأة مشاهدة في عامي 2007 و 2008، ، وكانت مدرجة ضمن قائمة تايمز ال 100 الأكثر تأثيرا في العالم في عامي 2007 و 2008. فوربس تدعوها 3 أقوى امرأة في عام 2008.

## التعويض
تم تعيين إندرا نويي الرئيس التنفيذي لسنة 2009 لمجموعة قادة التوريد العالمية.
في وقت أن كانت الرئيس التنفيذي لشركة بيبسي في عام 2008، حصلت إندرا نويي على تعويض إجمالي قدره 14,917,701، والتي شمل على مرتب أساسي قدره 1,300,000، وعلى مكافأة نقدية قدرها 2,600,000، والأرصدة الممنوحة 6,428,538 دولار، وتمنح خيارات 4,382,569 دولار.
إندرا نويي تم وضعها كثالث أقوى امرأة في العالم وفقا لمسح مجلة فوربس لعام 2009.

## السياسة
في يناير 2008، انتخبت نويي رئيس لمجلس أعمال الولايات المتحدة والهند (USIBC)، وهي منظمة غير ربحية للأعمال وتمثل أكثر من 300 من أكبر الشركات في العالم للقيام بالأعمال التجارية في الهند. نويي تقود مجلس المديرين USIBC، وتجمع أكثر من 60 من كبار المسؤولين التنفيذيين الذين يمثلون قطاعا عريضا من الصناعة الأميركية.
| سبقه Steven Reinemund | Chairman and CEO of بيبسيكو 2006 – Present | تبعه Incumbent |

## وصلات خارجية
- إندرا نويي على موقع الموسوعة البريطانية (الإنجليزية)
- إندرا نويي على موقع مونزينجر (الألمانية)
- إندرا نويي على موقع إن إن دي بي (الإنجليزية)
- سيرة شركة بيبسي كولا
- فوربس: إندرا نويي
- تحدي بيبسي، لمحة عن إندرا نويي (فورتشن)
- مرجع لرجال الأعمال: السيرة الذاتية لإندرا نويي
- فيديو للمناقشة مع إندرا نويي في جمعية آسيا، نيويورك، 4/14/2009